# حدائق البهائيين

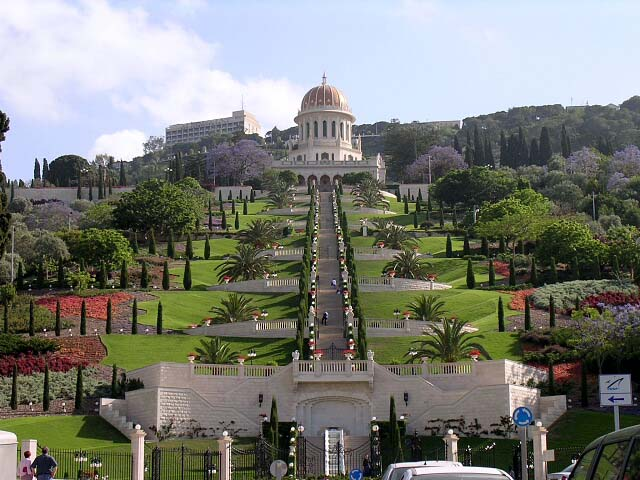
حدائق البهائيين في حيفا ويقع في قمتها ضريح الباب

حدائق البهائيين هي الحدائق التي تُحيط بالأماكن المقدسة عند أتباع الديانة البهائية. يقع جزءٌ كبيرٌ منها على جبل الكرمل في حيفا، وجزءٌ آخر في عكا. وهي من ضمن الأماكن المخصصة للحج البهائي حاليًا، ويزورها مئات البهائيين من حول العالم سنويًا.
تتألف الحدائق المتواجدة في حيفا من مصاطب مكونةٍ من 19 مدرجٍ، تمتدّ على طول المنحدر الشمالي لجبل كرمل. يقع مرقد (ضريح) الباب، ذو القبّة الذّهبية، وهو المثوى الأخير لرسول الديانة البابية والمبشر بالدين البهائي، على المصطبّة الوسطى، ويطلّ المرقد على الخليج باتّجاه عكا. تعتبر الحدائق البهائية في حيفا واحدةً من الوجهات السياحية الأكثر شعبيةً في فلسطين المحتلة. تم الانتهاء منها في عام 2001م، وهناك 19 مدرجًا وأكثر من 1500 درجةً تصعد الجبل. صمّمها المهندس المعماري فريبرز صهبا، وساهم في إنشائها مهندسون معماريون من حيفا.
أما في عكا، فتشكّل حدائق البهائيين في البهجة دائرةً واسعةً تُحيط بالمنزل التاريخي حيث أقام بهاءالله، شارع ومؤسس الدين البهائي، خلال السنوات الأخيرة من حياته. وأصبح بعد وفاته في عام 1892م، المقام الذي يقع فيه رفاته، وقبلة البهائيين في العالم.
تعدّ الحدائق البهائية جزءًا من مجموعة الأماكن المقدسة البهائية في حيفا وعكا والجليل الغربي والتي تم إدراجها كموقعٍ للتراث العالمي لليونسكو في يوليو 2008م.

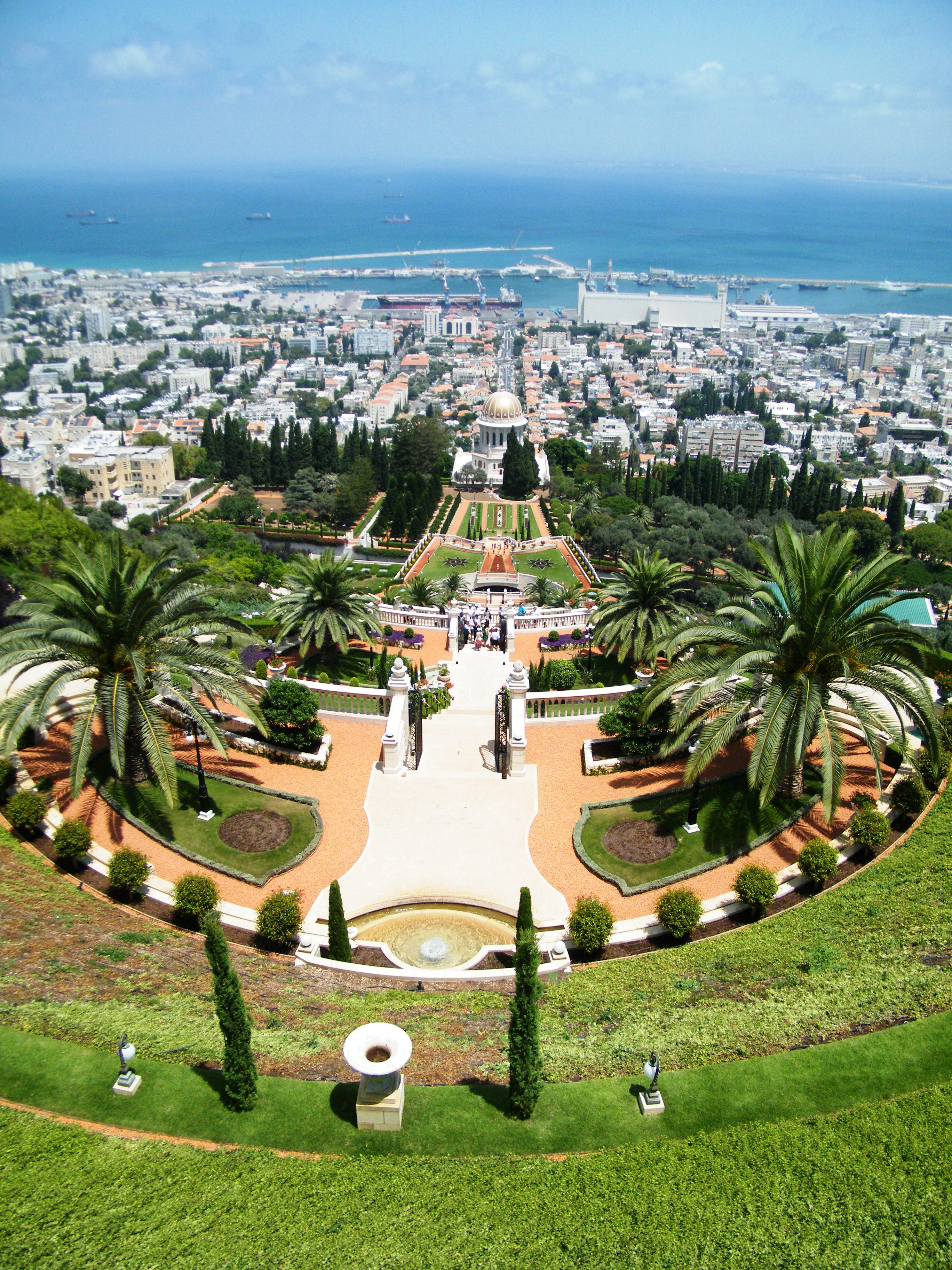
صورة من المدرجات ومقام الباب في حيفا تطلّ على البحر الأبيض المتوسط

## في حيفا
الحدائق البهائية في حيفا هي حدائق تقع حول ضريح الباب على جبل الكرمل في شمال فلسطين المحتلة. تعتبر هذه الحدائق رمزًا من رموز حيفا المعاصرة وأحد أهم الأماكن السياحية فيها. تأخذ الحدائق مساحة كيلومترٍ طوليًا على سفح جبل الكرمل، وتغطي 200,000 متر مربعٍ من الجبل. بُدأ بالعمل بالحدائق عام 1987م، وفُتِحت للعامة في حزيران عام 2001م.
تضمّ الشرفة المركزية ذلك المبنى الشامخ ذو القبّة الذهبيّة، والذي يُسمى مقام الباب، أي ضريح ومرقد الباب (الرّسول المبشّر بظهور بهاءالله). قُتل الباب عام 1850م في تبريز، وتم نقل رفاته بعد أكثر من 50 عامًا إلى حيفا، بتنظيمٍ من عبدالبهاء، الذي خلّفه بهاءالله لإدارة أمور الجامعة البهائية في حال النمو. يُعتبر مقام الباب أحد المواقع الدينية المقدّسة الرئيسية للعقيدة البهائية، فهو أحد أماكن الحجّ الحالية ويزورها مئات البهائيين من حول العالم سنويًا.
تضمّ الحدائق على جبل كرمل في حيفا أيضًا مؤسسات المركز البهائي العالمي؛ والتي تتشكّل من بيت العدل الأعظم، ودار التبليغ العالمية، ودار الآثار العالمية، ومركز دراسة النصوص والأبحاث، والمكتبة البهائية العالمية التي سيتم بناؤها مستقبلًا.
حدائق البهائيين هي من أجمل المعالم في حيفا، وتمتد لمئات الهكتارات. من خلال هذه الحدائق التي تطلّ على جبل الكرمل بأكمله، تُوّجت مدينة حيفا بلقب "عروس جبل الكرمل"، وأدرجتها منظمة اليونسكو الدولية للتربية والثقافة والعلوم، في قائمة التراث العالمي.

### تصميم الحدائق

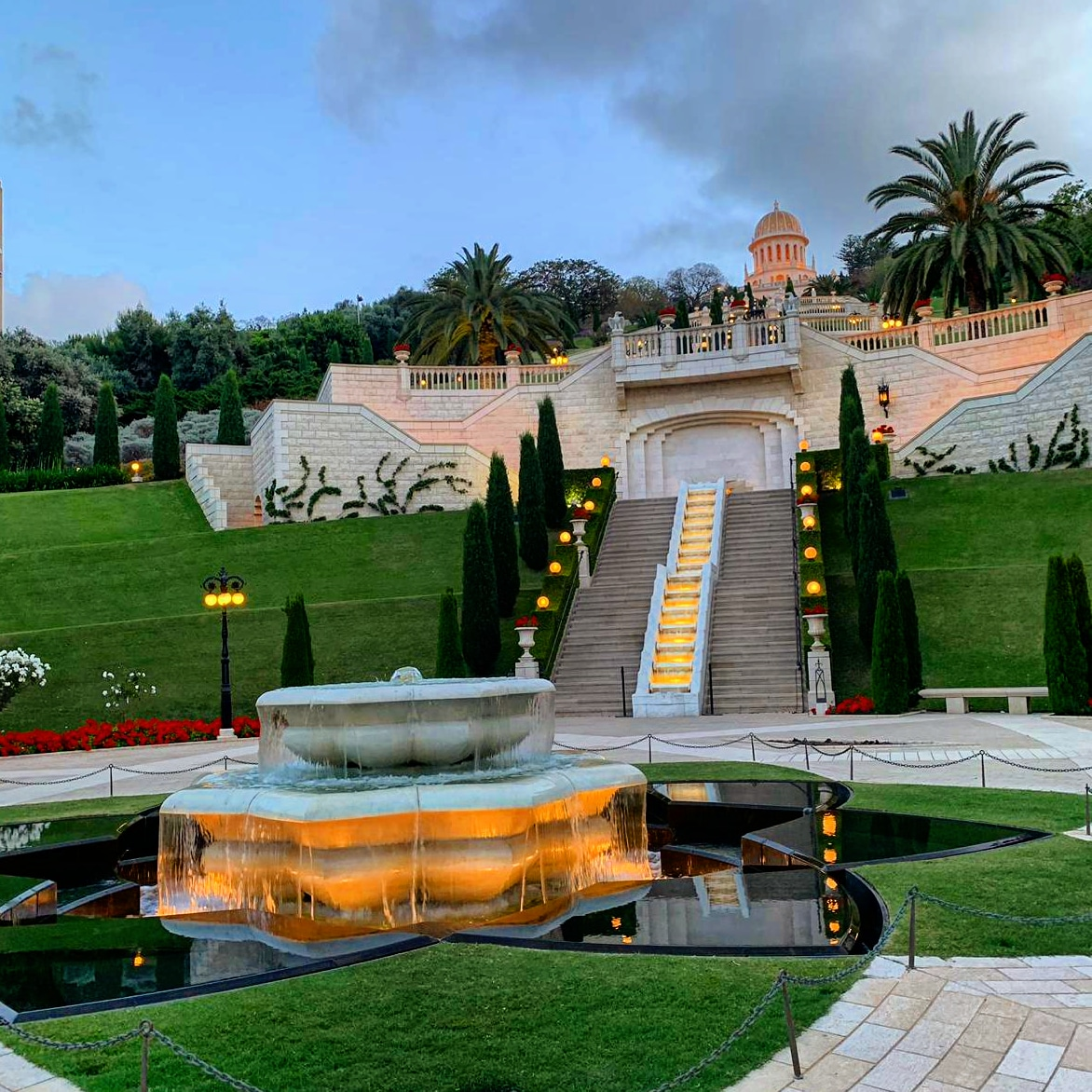
صورة توضح تصميم الحدائق

ترمز المدرّجات إلى أول ثمانية عشر من أوائل المؤمنين بالباب، والذين لقّبهم بحروف الحي، ولكن ليس هناك مدرجٌ مخصوصٌ باسم كل فردٍ منهم. توفّر تسع دوائر متّحدة المركز الشكّل الهندسي الرئيسي للمدرجات الثمانية عشر. وكما أن تحديد الدائرة يفترض وجود مركزٍ، كذلك تم تصوّر المدرجات على أنها نابعةٌ من مرقد (ضريح) الباب. إن المدرّجات الثمانية عشر بالإضافة إلى المدرّج الواحد لمقام الباب يبلغ مجموعها تسعة عشر مدرّجًا. تسعة عشر هو عددٌ مقدسٌ في كلٍ من الديانتين البهائية والبابية.
تحتوي الحدائق على عناصر من الحدائق الفارسية في شيراز بإيران، وحدائق نيشات باغ في جامو وكشمير في الهند، وكذلك من الحدائق الإنجليزية، مما يؤدي إلى عزل الموقع عن ضجيج المناطق المحيطة وربط المباني البهائية المختلفة على جبل الكرمل معًا. تُضفي الممرّات المرصوفة بالحصى، وأسوارٍ من نباتات وأحواض الزّهور الّتي يهتم بها ويرعاها مجموعةٌ من البستانيّين المتخصّصين، إطلالةً بانوراميّةً على المدينة، وهضاب الجليل، والبحر الأبيض المتوسّط.
بدأ المهندس المعماري فريبرز صهبا العمل في عام 1987م بتصميم الحدائق والإشراف على بنائها. تم افتتاح المدرّجات للجمهور في يونيو 2001م. ابتداءً من قاعدتها، تمتد الحدائق لمسافة كيلومتر واحد تقريبًا (0.6 ميل) على جانب جبل الكرمل، وتغطي حوالي 200,000 متر مربع (2152782 قدمًا مربعًا) من الأرض. ترتبط الحدائق بمجموعةٍ من السلالم يحيط بها تياراتٌ مزدوجةٌ من المياه الجارية المتتالية أسفل الجبل من خلال الدرجات وجسور الشرفة.

### حدائق المراقد المقدّسة
تقع حدائق المراقد المقدّسة في المركز البهائي العالمي في جبل الكرمل في حيفا، وتحتوي على عددٍ من المراقد الخاصة بأسرة بهاءالله، وهذه القبور تخصّ:
- آسيه خانم: زوجة بهاءالله
- بهية خانم: ابنة بهاء الله

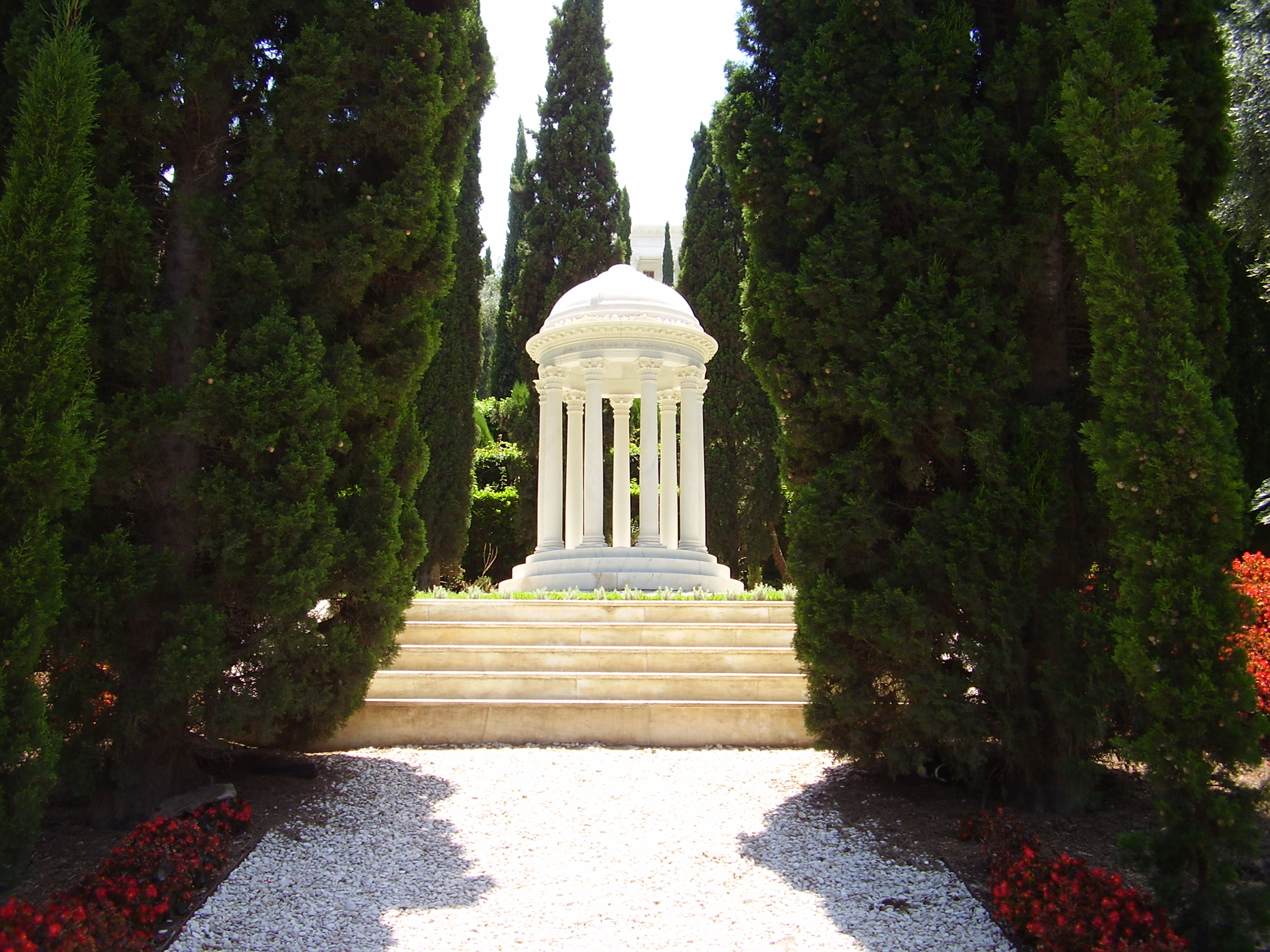
ضريح بهية خانم في حيفا

- ميرزا مهدي (الغصن الأطهر): أصغر ولدٍ لبهاء الله من زوجته الأولى
- منيره خانم: زوجة عبدالبهاء عباس

## السياحة
في عام 2013م، زار الحدائق البهائية في حيفا 917.031 سائحًا و8000 حاجٍ بهائيٍ.
وصف رئيس بلدية حيفا عمرام متسناع الحدائق بأنها الأعجوبة الثامنة في العالم. وقال: "لقد كنّا محظوظين جدًا، حيث لا تحصل العديد من المدن على حديقةٍ جميلةٍ جدًا، ومجانًا."

## في عكا

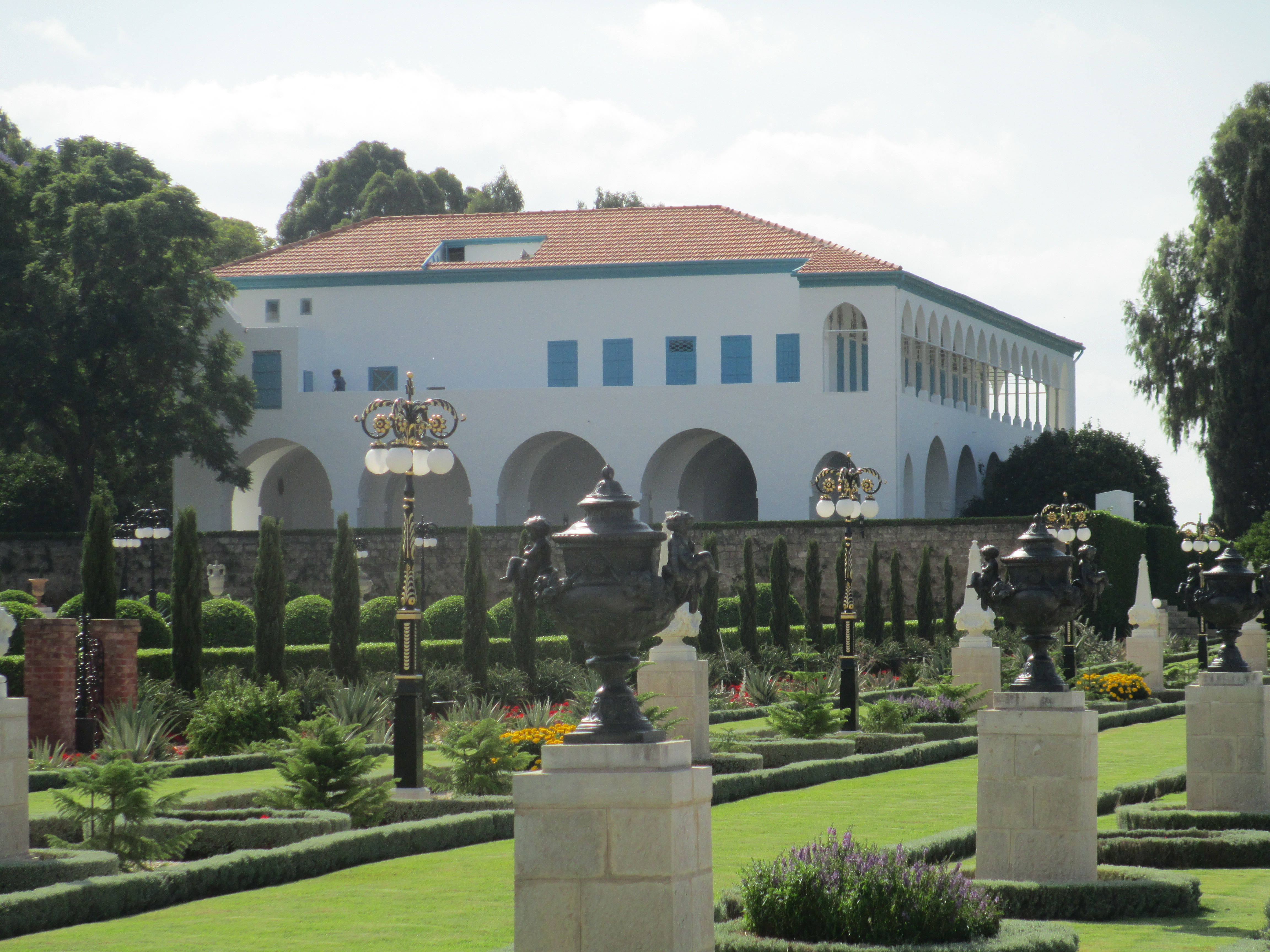
قصر البهجة في عكا

### حدائق البهجة

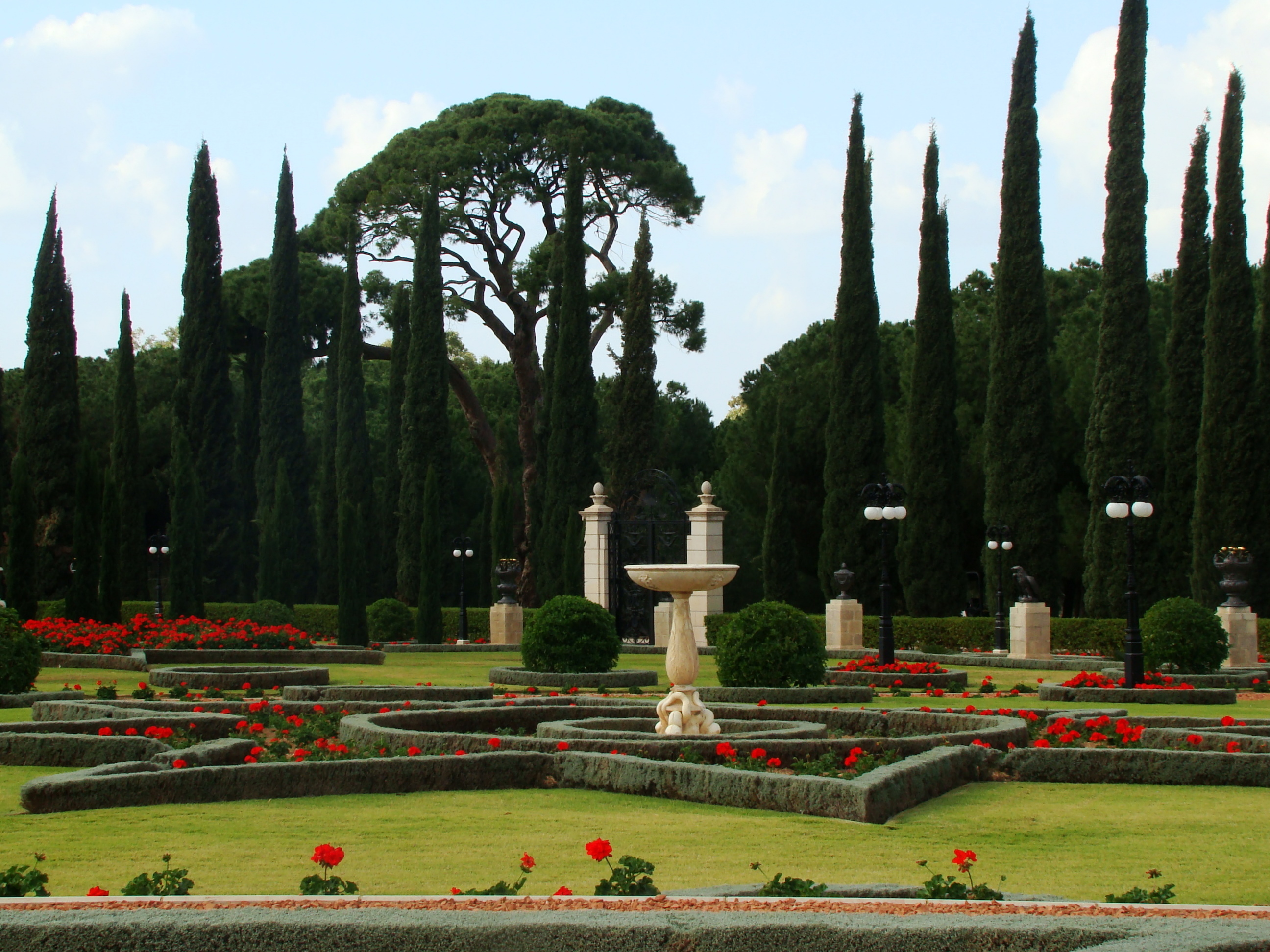
الحدائق البهائية في عكا

حدائق البهجة الواقعة قرب عكا هو المكان الذي يضمّ قصر البهجة والروضة المباركة. قصر البهجة هو منزلٌ صيفيٌ أقام فيه بهاءالله في السنوات الأخيرة من حياته، بعد أن أُطلق سراحه من السجن. توفي بهاءالله في نفس المنزل عام 1892م، وأصبح المزار الذي يقع فيه رفاته. يقع ضريح بهاءالله خلف القصر مباشرةً، ويُعتبر القبلة التي يتوجه إليها البهائيون يوميًا في صلاتهم، ويسمى عند البهائيين بـ "الروضة المباركة". تُسمى المنطقة كلّها بالبهجة، وتمّ تجميل المنطقة بحدائق تحيط بالقصر والروضة المباركة. يعتبر الضريح والحدائق من أقدس الأماكن عند البهائيين، وأحد مواقع الحج الخاصة بهم.

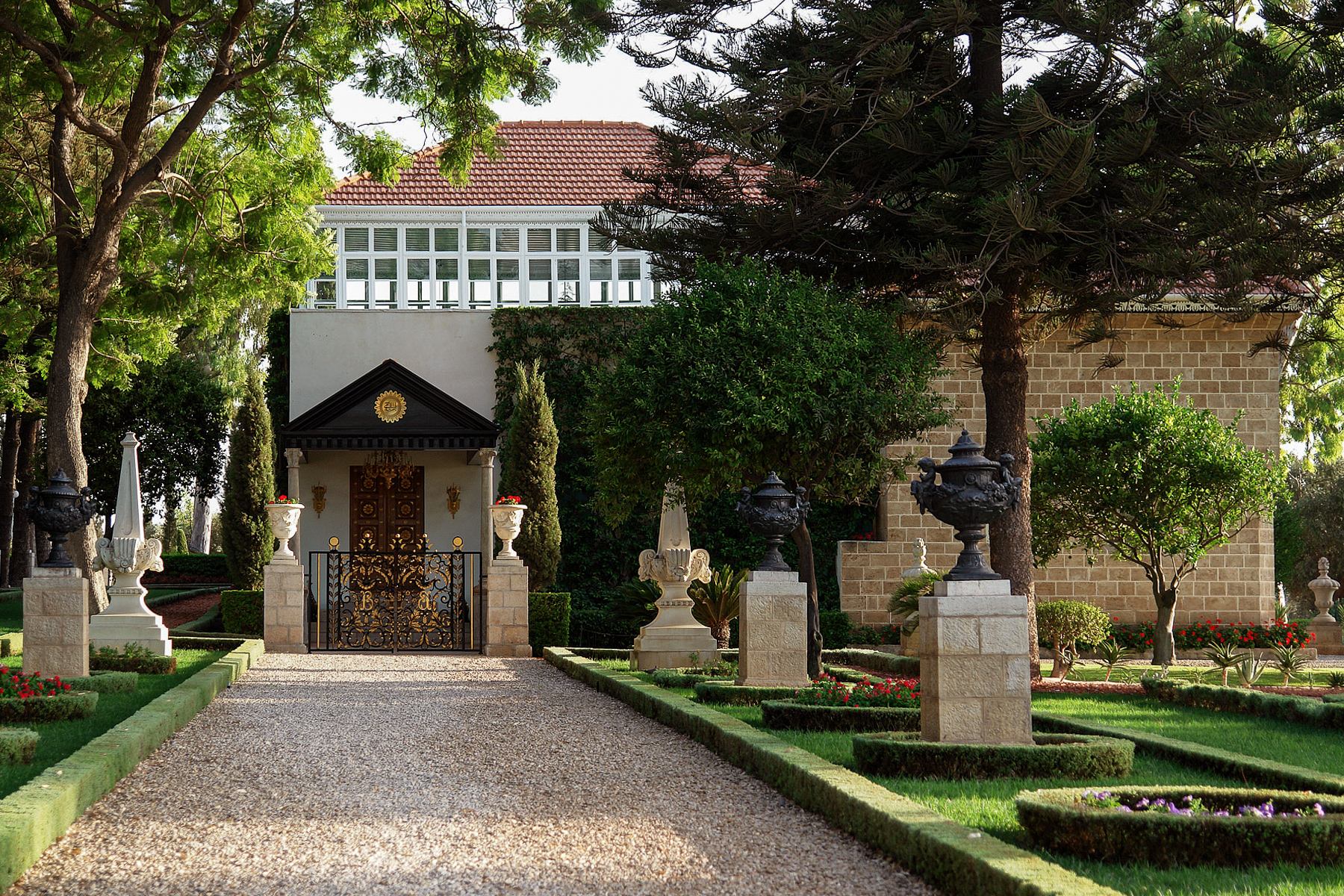
ضريح بهاءالله (الروضة المباركة)

تم إدراج حدائق البهجة إلى قائمة التراث العالمي التابعة لمنظمة اليونسكو الدولية في يوليو 2008م.

## روابط خارجية
- الحدائق والأماكن المقدّسة البهائية